# Tarchały Wielkie
Tarchały Wielkie is een dorp in het Poolse woiwodschap Groot-Polen, in het district Ostrowski (Groot-Polen). De plaats maakt deel uit van de gemeente Odolanów en telt 1200 inwoners.